# Statsadvokaten for Særlig Økonomisk og International Kriminalitet
Statsadvokaten for Særlig Økonomisk og International Kriminalitet (SØIK), populært kaldet Bagmandspolitiet, var en dansk myndighed under Anklagemyndigheden, der havde til opgave at efterforske kompliceret økonomisk kriminalitet samt sager om alvorlig kriminalitet begået i udlandet. I modsætning til de øvrige statsadvokater foregik arbejdet i hele landet. Tidligere udgjorde de to sagsområder to særlige statsadvokaturer, men blev i løbet af 2012 sammenlagt til én enhed. SØIK blev afløst af Statsadvokaten for Særlig Kriminalitet 1. januar 2022.
I myndigheden arbejdede såvel jurister som politiuddannet personale, og myndigheden stod derfor selv for efterforskningen i dens sager. Efterforskningen skete i et samarbejde mellem politifolk og jurister, samt eventuelt med ekstern bistand, eksempelvis fra revisorer.